# Pardodes parodes
Pardodes parodes là một loài bướm đêm trong họ Geometridae.